# Дмитриевский сельсовет (Липецкая область)
Дмитриевский сельсове́т — сельское поселение в Усманском районе Липецкой области. 
Административный центр — село Дмитриевка.

## История
В соответствии с законами Липецкой области №114-оз от 02.07.2004 и №126-оз от 23.09.2004 сельсовет наделён статусом сельского поселения, установлены границы муниципального образования.

## Население
| 2010 | 2012 | 2013 | 2014 | 2015 | 2016 | 2017 |
| ---- | ---- | ---- | ---- | ---- | ---- | ---- |
| 417  | ↘408 | ↘391 | ↘387 | ↘378 | ↗379 | ↗385 |
| 2018 | 2021 |      |      |      |      |      |
| ↗393 | ↘361 |      |      |      |      |      |

## Состав сельского поселения
| № | Населённый пункт | Тип населённого пункта       | Население |
| - | ---------------- | ---------------------------- | --------- |
| 1 | Верный Путь      | посёлок                      | →2        |
| 2 | Высокополье      | село                         | →104      |
| 3 | Дмитриевка       | село, административный центр | →279      |
| 4 | Хлебороб         | посёлок                      | →32       |